# دوكسبوري (ماساتشوستس)
دوكسبوري (بالإنجليزية: Duxbury, Massachusetts)‏ هي بلدة أمريكية تقع في الولايات المتحدة في Plymouth County. يقدر عدد سكانها بـ 15,059 نسمة ومساحتها 97.4 كم2 و وترتفع عن سطح البحر 11 متر.

## أعلام
- مارك ميرفي
- شارلوته برادفورد
- هنري بي. بيرس
- ويليام بروستر
- بيتر شاندلير